# Hyperteleatas

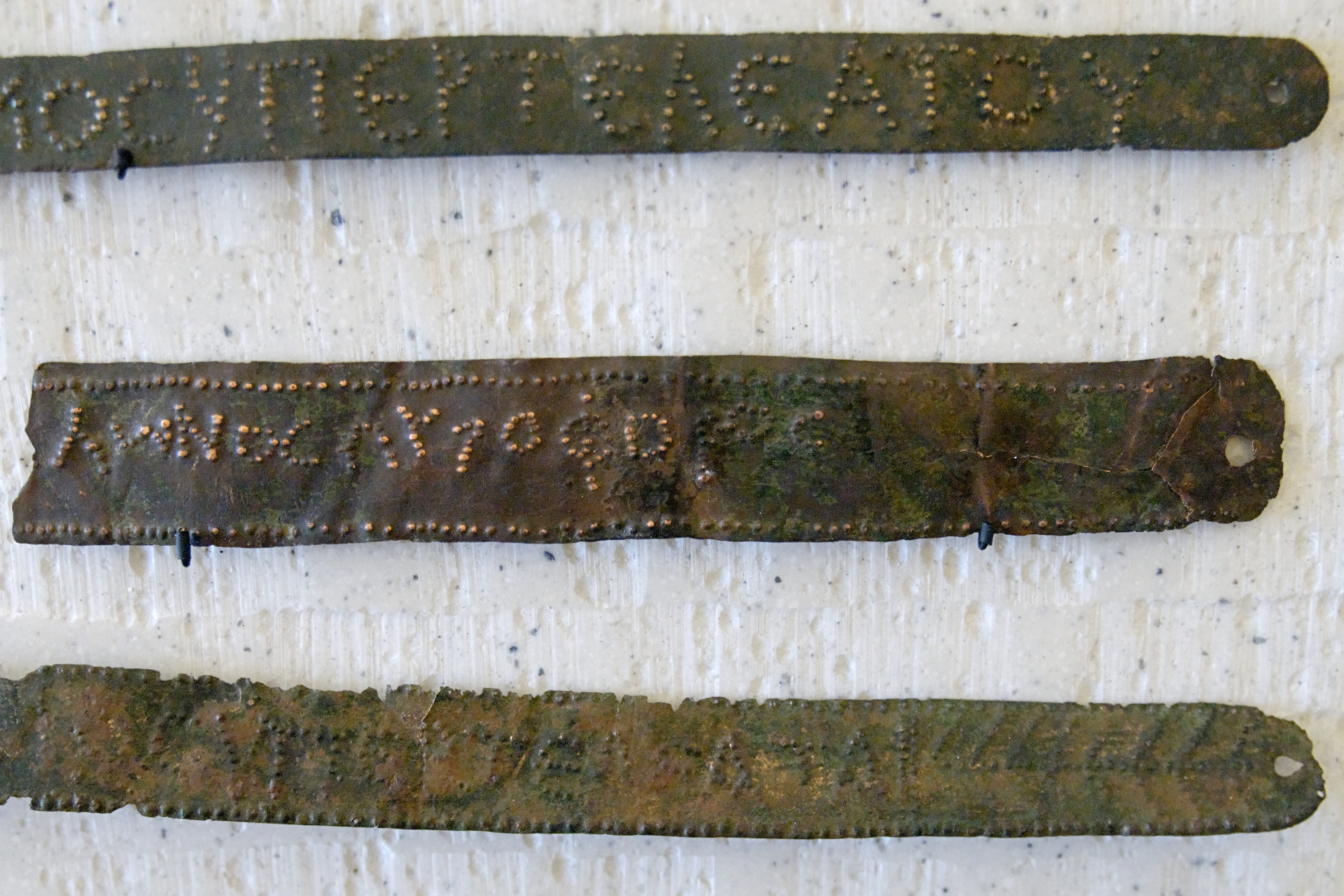
Bronzestreifen aus Hyperteleaton

Hyperteleatas (altgriechisch Ὑπερτελεάτας Hyperteleátas) oder Hyperteleates (Ὑπερτελεάτης Hyperteleátēs) ist eine Epiklese des griechischen Gottes Apollon, mit der er in Hyperteleaton in Lakonien als Heilgottheit verehrt wurde.
Bei Ausgrabungen in der Nähe von Phoinike wurde 1885 von Stephanos Kumanudes ein Tempel des Apollon Hyperteleatas ergraben. Darin befanden sich Bronzestreifen, auf denen die Namen von Priestern und „Pyrophoroi“ und Dekrete zur Durchführung nicht weiter spezifizierter Agone befanden. Weiters wurden inschriftlich an Apollon Hyperteleatas gerichtete Votivgaben gefunden. Die meisten Inschriften stammen aus der römischen Kaiserzeit, einzelne Funde lassen sind aber bis in die Archaik zurückdatieren. Martin Persson Nilsson schlug vor, in den „Pyrophoroi“ Fackelträger zu sehen, die das als heilig angesehene Feuer vom Heiligtum, an dem es entzündet wurde, zum Austragungsort des Agons zu bringen hatten.
Pausanias erwähnt den 50 Stadien von Phoinike entfernten Kultort Hyperteleaton als ein Asklepieion, erwähnt jedoch Apollon nicht. Zur Zeit des Pausanias im 2. Jahrhundert n. Chr. war Apollon möglicherweise bereits durch die Heilgottheit Asklepios verdrängt worden.